# ポッツオーリ
ポッツオーリ（イタリア語: Pozzuoli）は、イタリア共和国カンパニア州ナポリ県にある都市であり、その周辺地域を含む人口約8万1000人の基礎自治体（コムーネ）。
ナポリ市の西に隣接するコムーネで、ナポリ湾に面した港湾都市。ナポリ大都市圏 (it:Area metropolitana di Napoli) に含まれる。ポッツオーリ・ソルファターラ駅はナポリ地下鉄2号線の終点である。古代都市クーマエの遺跡が、ポッツオーリと南のバーコリの市域にまたがって存在している。

## 地理

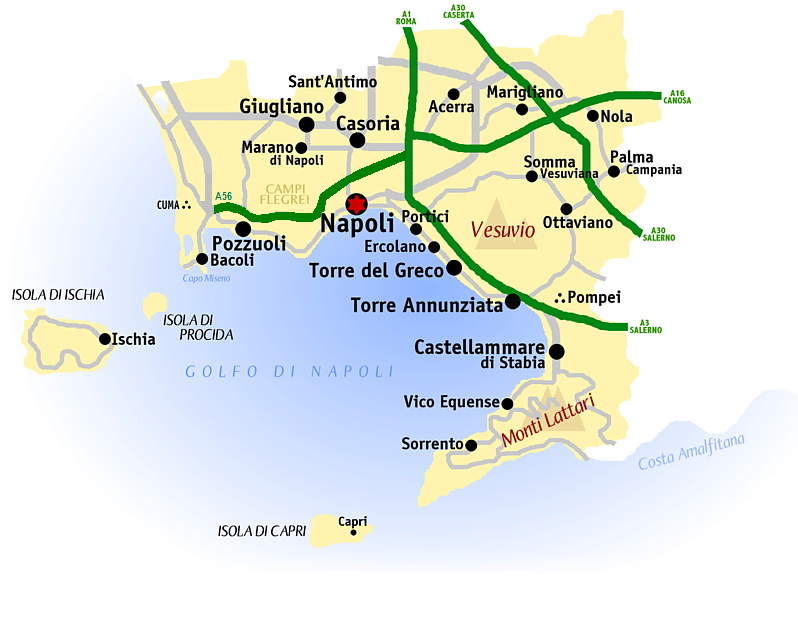
ナポリ県概略図

### 位置・広がり
都市ポッツォーリはナポリ湾に臨んでおり、ナポリ中心部から西へ15km、カゼルタから南西へ32kmの距離にある。市域は 43.21km2 に及び、西にティレニア海に面する。クーマエの遺跡は、ティレニア海側に位置する。
| 隣接するコムーネは以下の通り。 - ジュリアーノ・イン・カンパーニア - 北西 - クアルト - 北 - ナポリ - 東 - バーコリ - 南西 |

## 行政

### 分離集落
以下の分離集落（フラツィオーネ）がある。
- Arco Felice, Campana Annunziata, Licola Centro, Licola Lido, Lucrino, Montenuovo, Monterusciello, Pisciarelli, Toiano

## 交通

### 鉄道

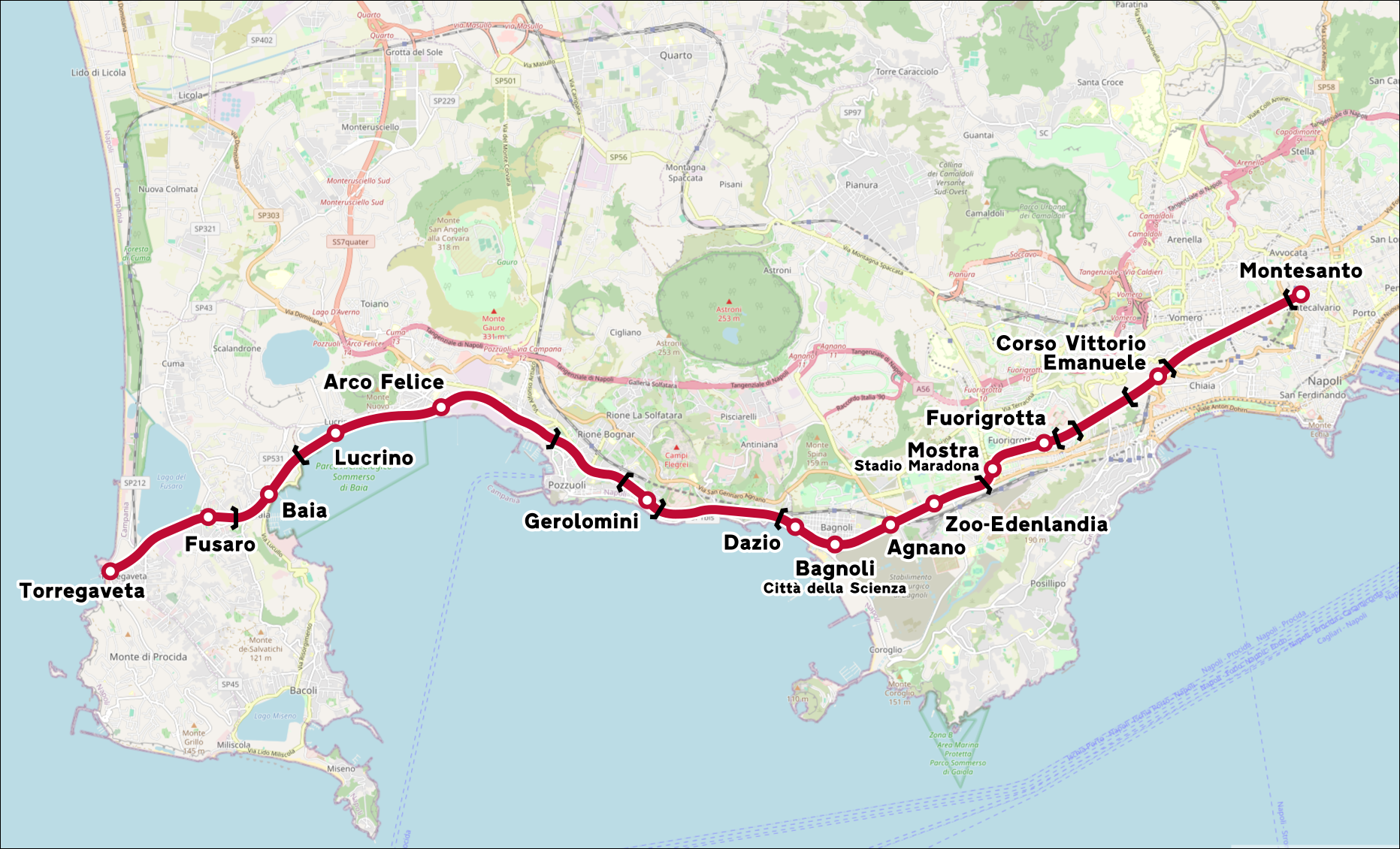
クマーナ線

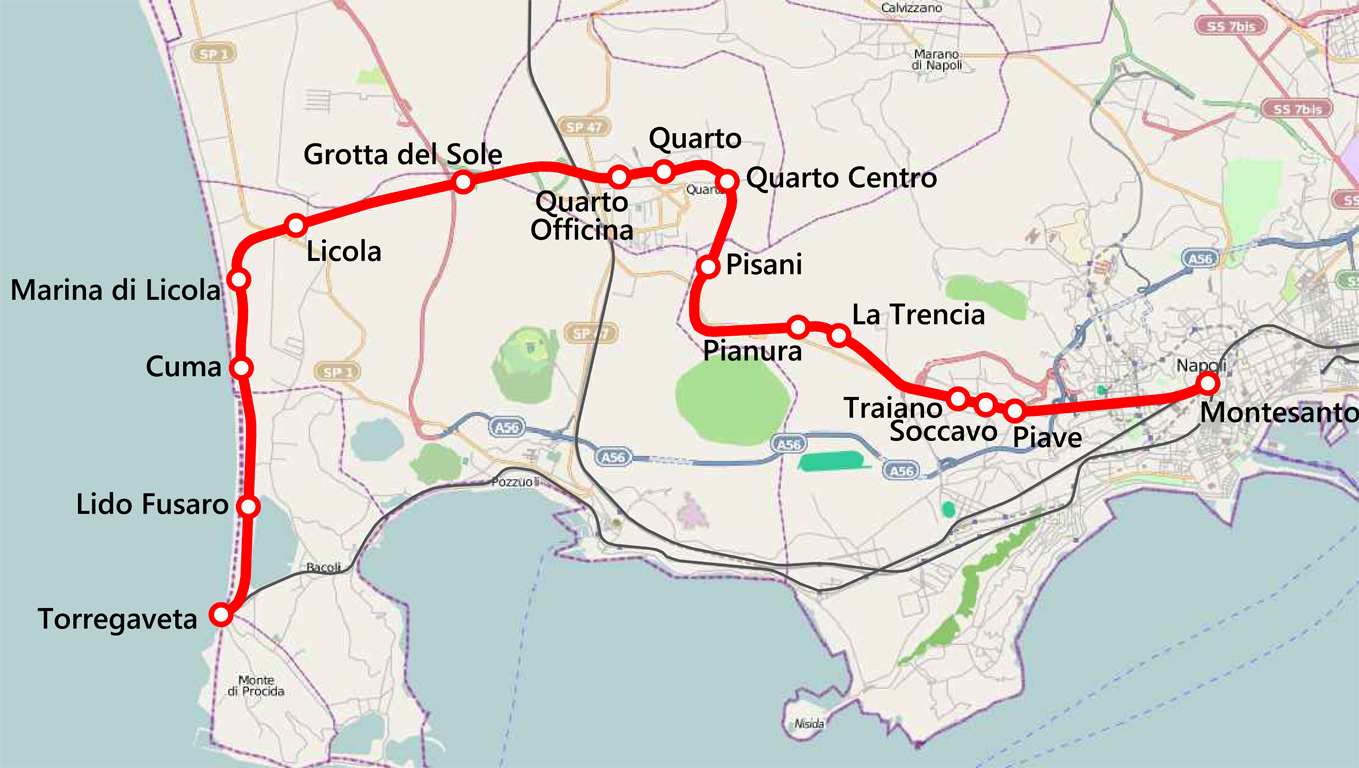
チルクムフレグレア線

Ente Autonomo Volturno (EAV)
- クマーナ線 (it:Ferrovia Cumana) 
  - 〔トッレガヴェータ（バーコリ市）〕 - Lucrino - Arco Felice - Pozzuoli Cantieri - Pozzuoli - Cappuccini - Gerolomini - 〔ナポリ・モンテサント〕
- チルクムフレグレア線
  - 〔トッレガヴェータ〕 - Cuma - Marina di Licola - Licola - Grotta del Sole - 〔クアルト - ナポリ・モンテサント〕

ナポリ地下鉄
- ナポリ地下鉄2号線
  - ポッツオーリ・ソルファターラ駅 (it)  - 〔ナポリ・モンテサント - サン・ジョヴァンニ＝バッラ (it) 〕

### 道路
アウトストラーダ
- アウトストラーダ A56（イタリア語版）

国道
- SS7qtr  (it:Strada statale 7 quater Via Domitiana)

## 姉妹都市
- en:Agios Dimitrios、ギリシャ 1986年
- シュチェチン、ポーランド 1993年
- タラゴナ、スペイン 2003年

## 関係者

### 出身者
- ソフィア・ローレン（女優） - ローマ生まれ、同地育ち。